# Flughafen Ngari-Günsa

i7
i11
i13
Der Flughafen Ngari-Günsa (chinesisch 阿里昆莎机场, Pinyin Ali Kunsha jichang, englisch Ngari Gunsa Airport, IATA-Code: NGQ, ICAO-Code: ZUAL) ist ein sowohl zivil als auch militärisch genutzter Flughafen am Oberlauf des Indus in der Gemeinde Günsa (昆莎乡; Pinyin: Kūnshā Xiāng) des Kreises Gar im Regierungsbezirk Ngari.

## Geschichte
Der Flughafen hat am 1. Juli 2010 seinen Betrieb aufgenommen und war damit der vierte Flughafen im Autonomen Gebiet Tibet der Volksrepublik China nach Lhasa, Qamdo-Bamda und Nyingchi. Flugverbindungen gibt es zum 1.100 km entfernten Lhasa und von dort zu dem weitere 1.300 km entfernten Chengdu.
Mit einer Höhe von 4274 Metern über dem Meeresspiegel ist er gegenwärtig nach Qamdo-Bamda (4334 m) und Kangding (4280 m) der dritthöchste Flughafen der Welt. Im Jahr 2019 wird allerdings der sich im Bau befindende Nagqu Dagring Airport mit 4436 m den Rang des höchstgelegenen Flughafens der Welt einnehmen.

## Flughafenanlagen
Der Flughafen hat eine 4500 m lange und 45 m breite Start- und Landebahn aus Beton mit der Ausrichtung 15/33. Etwa an der Mitte der Bahn zweigt ein kurzer Rollweg zum Vorfeld ab. Die Startbahn ist zwar länger als die meisten Startbahnen der Welt, wegen der dünnen Luft in der großen Höhe und dem dadurch reduzierten Auftrieb müssen Flugzeuge aber mit deutlich höheren Geschwindigkeiten als sonst üblich starten und landen. Die Civil Aviation Administration of China (CAAC) hat den Flughafen deshalb auch erst für die Airbus A 319 (der Air China) zugelassen.
Der Flughafen ist nur knapp 200 km von dem Dorf Darchen am Fuße des Kailash und nahe dem Manasarovar-See entfernt, beides Heiligtümer insbesondere für Buddhisten und Hinduisten, so dass allgemein mit einer erheblichen Zunahme des Pilger- wie auch des Touristenverkehrs gerechnet wird.